# Árvalányhajfajok listája
Az árvalányhaj (Stipa) az egyszikűek (Liliopsida) osztályának perjevirágúak (Poales) rendjébe, ezen belül a perjefélék (Poaceae) családjába tartozó nemzetség.

## Rendszerezés
A nemzetségbe az alábbi 197 faj és 14 hibrid tartozik:
- Stipa academica Hicken
- Stipa acuta Swallen
- Stipa adamii M.Nobis
- Stipa adoxa Klokov & Osychnyuk
- Stipa aktauensis Roshev.
- Stipa × alaica Pazij
- Stipa albasiensis L.Q.Zhao & K.Guo
- Stipa aliena Keng
- Stipa almeriensis F.M.Vázquez
- Stipa alta Swallen
- Stipa ambigua Speg.
- Stipa annua Mez
- Stipa apertifolia Martinovský
- Stipa arabica Trin. & Rupr.
- Stipa araxensis Grossh.
- Stipa argillosa Kotukhov
- Stipa arida M.E.Jones
- Stipa asperella Klokov & Osychnyuk
- Stipa atlantica P.A.Smirn.
- Stipa atriseta Stapf ex Bor
- Stipa austroaltaica Kotukhov
- Stipa austroitalica Martinovský
- Stipa austromongolica M.Nobis
- Stipa badachschanica Roshev.
- Stipa baicalensis Roshev.
- Stipa balansae H.Scholz
- Stipa barbata Desf.
- Stipa barrancaensis F.A.Roig
- Stipa bavarica Martinovský & H.Scholz
- Stipa bhutanica Noltie
- Stipa boczantzevii Tzvelev
- Stipa bomanii Hauman
- Stipa brachychaeta Godr.
- Stipa brachyptera Klokov
- Stipa bracteata Swallen
- Stipa breviflora Griseb.
- Stipa brevipes É.Desv.
- Stipa breviseta Caro & E.A.Sánchez
- Stipa × brozhiana M.Nobis
- Stipa bungeana Trin.
- Stipa capillacea Keng
- kunkorgó árvalányhaj (Stipa capillata) L.
- Stipa castellanosii F.A.Roig
- Stipa caucasica Schmalh.
- Stipa caudata Trin.
- Stipa chingii Hitchc.
- Stipa chitralensis Bor
- Stipa clandestina Hack.
- Stipa comata Trin. & Rupr.
- Stipa conferta Poir.
- Stipa consanguinea Trin. & Rupr.
- Stipa constricta Hitchc.
- Stipa coronata Thurb.
- Stipa cretacea P.A.Smirn.
- Stipa curvifolia Swallen
- Stipa × czerepanovii Kotukhov
- Stipa daghestanica Grossh.
- bozontos árvalányhaj (Stipa dasyphylla) (Lindem.) Czern. ex Trautv.
- Stipa dasyvaginata Martinovský
- Stipa diastrophica F.A.Roig
- Stipa dickorei M.Nobis
- Stipa diegoensis Swallen
- Stipa dregeana Steud.
- Stipa drobovii (Tzvelev) Czerep.
- Stipa durifolia Parodi ex Torres
- Stipa duthiei Hook.f.
- Stipa editorum E.Fourn.
- Stipa ehrenbergiana Trin. & Rupr.
- Stipa eminens Cav.
- Stipa endotricha Martinovský
- Stipa × fallacina Klokov & Osychnyuk
- Stipa × fallax M.Nobis & A.Nowak
- Stipa gaubae Bor
- Stipa × gegarkunii P.A.Smirn.
- Stipa gnezdilloi Pazij
- Stipa gracilis Roshev.
- Stipa grandis P.A.Smirn.
- Stipa hans-meyeri Pilg.
- Stipa haussknechtii Boiss.
- Stipa henrardiana Parodi
- Stipa henryi Rendle
- Stipa heptapotamica Golosk.
- Stipa himalaica Roshev.
- Stipa hirticulmis S.L.Hatch, Valdés-Reyna & Morden
- Stipa × hissarica M.Nobis
- Stipa hoggarensis Chrtek & Martinovský
- Stipa hohenackeriana Trin. & Rupr.
- Stipa holosericea Trin.
- Stipa hookeri Stapf
- Stipa hypsophila Speg.
- Stipa hystricina Speg.
- Stipa iberica Martinovský
- Stipa ichu (Ruiz & Pav.) Kunth
- Stipa illimanica Hack.
- Stipa iranica Freitag
- Stipa isoldeae H.Scholz
- Stipa issaevii Mussajev & Sadychov
- Stipa juncea L.
- Stipa juncoides Speg.
- Stipa × kamelinii Kotukhov
- Stipa karataviensis Roshev.
- Stipa karjaginii Mussajev & Sadychov
- Stipa kempirica Kotukhov
- Stipa keniensis (Pilg.) Freitag
- Stipa kirghisorum P.A.Smirn.
- Stipa klimesii M.Nobis
- Stipa × kolakovskyi Tzvelev
- Stipa korshinskyi Roshev.
- Stipa kotuchovii M.Nobis
- Stipa krylovii Roshev.
- Stipa lagascae Roem. & Schult.
- Stipa latiglumis Swallen
- Stipa lemmonii (Vasey) Scribn.
- Stipa leptogluma Pilg.
- Stipa leptostachya Griseb.
- Stipa lessingiana Trin. & Rupr.
- Stipa letourneuxii Trab.
- Stipa lettermanii Vasey
- Stipa lingua Junge
- Stipa lipskyi Roshev.
- Stipa longiplumosa Roshev.
- Stipa macbridei Hitchc.
- Stipa macroglossa P.A.Smirn.
- Stipa magnifica Junge
- Stipa × majalis Klokov
- Stipa mandavillei Freitag
- Stipa × manrakica Kotukhov
- Stipa margelanica P.A.Smirn.
- Stipa martinovskyi Klokov
- Stipa mayeri Martinovský
- Stipa media (Speg.) Caro
- Stipa meridionalis F.M.Vázquez & Devesa
- Stipa milleana Hitchc.
- Stipa mongolorum Tzvelev
- Stipa multinodis Scribn. ex Beal
- Stipa munroana Bor
- Stipa nachiczevanica Mussajev & Sadychov
- Stipa nakaii Honda
- Stipa narynica M.Nobis
- Stipa neaei Nees ex Steud.
- Stipa nelsonii Scribn.
- Stipa neomexicana (Thurb.) Scribn.
- Stipa nevadensis B.L.Johnson
- Stipa novakii Martinovský
- Stipa obtusa (Nees & Meyen) Hitchc.
- Stipa occidentalis Thurb. ex S.Watson
- Stipa offneri Breistr.
- Stipa okmirii A.V.Dengubenko
- Stipa orientalis Trin.
- Stipa ovczinnikovii Roshev.
- Stipa pachypus Pilg.
- Stipa pappiformis Keng
- Stipa papposa Nees
- Stipa parishii Vasey
- Stipa pavlovii Kotukhov
- Stipa penicillata Hand.-Mazz.
- pusztai árvalányhaj (Stipa pennata) L. - típusfaj
- Stipa perplexa (Hoge & Barkworth) Wipff & S.D.Jones
- Stipa petriei Buchanan
- Stipa pinetorum M.E.Jones
- Stipa platypoda Bor
- Stipa plumosa Trin.
- Stipa pogonathera É.Desv.
- Stipa polyclada Hack.
- Stipa pontica P.A.Smirn.
- Stipa przewalskyi Roshev.
- Stipa pseudocapillata Roshev.
- Stipa pseudoichu Caro
- Stipa psylantha Speg.
- Stipa pugionata Caro & E.A.Sánchez
- csinos árvalányhaj (Stipa pulcherrima) K.Koch
- Stipa pungens Nees & Meyen
- Stipa rechingeri Martinovský
- Stipa regeliana Hack.
- Stipa richardsonii Link
- Stipa richteriana Kar. & Kir.
- Stipa rigidiseta (Pilg.) Hitchc.
- Stipa roborowskyi Roshev.
- Stipa robusta (Vasey) Scribn.
- Stipa rohmooiana Noltie
- Stipa rosea Hitchc.
- Stipa sareptana A.K.Becker
- Stipa saxicola Hitchc.
- Stipa scabrifolia Torres
- Stipa scholzii Valdés
- Stipa scirpea Speg.
- Stipa scribneri Vasey
- Stipa sczerbakovii Kotukhov
- Stipa sicula Moraldo, la Valva, Ricciardi & Caputo
- Stipa sosnowskyi Seredin
- Stipa spartea Trin.
- Stipa splendens Trin.
- Stipa stillmanii Bol.
- Stipa subaristata (Matthei) Caro & E.A.Sánchez
- Stipa subplumosa Hicken ex F.A.Roig
- Stipa syreistschikowii P.A.Smirn.
- Stipa × tadzhikistanica M.Nobis
- Stipa × talassica Pazij
- Stipa thurberiana Piper
- Stipa tianschanica Roshev.
- hosszúlevelű árvalányhaj (Stipa tirsa) Steven
- Stipa tortuosa É.Desv.
- Stipa transcarpatica Klokov
- Stipa turkestanica Hack.
- Stipa ucrainica P.A.Smirn.
- Stipa venusta Phil.
- Stipa × zaissanica Kotukhov
- Stipa zalesskyi Wilensky ex Grossh.
- Stipa zeravshanica M.Nobis
- Stipa zhadaensis L.Q.Zhao & K.Guo
- Stipa zuvantica Tzvelev